# Centrala studiestödsnämnden
Centrala studiestödsnämnden (CSN) ist die nationale schwedische Behörde, die die staatliche ökonomische Unterstützung von Schülern und Studenten verwaltet. Sitz der 1964 unter dem Namen Centrala studiehjälpsnämnden gegründeten Behörde ist Sundsvall. CSN ist eine Behörde, die dem Kultusministerium untersteht.

## Verantwortungsbereich

### Aufgaben von CSN
CSN
- überprüft, ob ein Antragsteller einen Anspruch auf staatliche Unterstützung hat.
- ist verantwortlich für die Auszahlungen der Mittel.
- Hantiert die Rückzahlung des Darlehensanteils der Unterstützung.

### Formen der Unterstützung, die von CSN verwaltet werden
- Studiehjälp (Studienhilfe) für Gymnasiasten zwischen 16 und 20 Jahren.
- Studiebidrag für Studenten an Universitäten, Hochschulen, Volkshochschulen und Abendschulen. Studiebidrag besteht aus einem Zuschussteil und einem Darlehen. Die Auszahlungen sind auf sechs Jahre Studien begrenzt und werden nur während der Vorlesungszeit getätigt, d. h. nicht während der Semesterferien. 2015 betrug der studiebidrag 9948 Kronen (ca. 1050 Euro) für vier Wochen Vollzeitstudien. Davon waren 7120 Kronen (ca. 750 Euro) Darlehen.
- Bei Behinderten, die eine weit vom Elternhaus entfernte Schule besuchen, wird ein Zuschuss für die Reisekosten gewährt.

Studiehjälp und Studiebidrag sind steuerfrei. Der Betrag der ausgezahlten Mittel ist unabhängig vom Einkommen der Eltern und eigenem Vermögen. Studenten dürfen bis zu 53.500 Kronen (ca. 5600 Euro) pro Kalenderhalbjahr dazuverdienen, ohne dass die Studienmittel gekürzt werden.
CSN zahlt auch Darlehen an ausländische Einwohner aus, die zum Einkauf von Küchenausrüstung und Möbeln dient. Ferner obliegt der Behörde die Bereitstellung der offiziellen Statistiken im Bereich der finanziellen Unterstützung im Ausbildungsbereich.
Auch ausländische Mitbürger haben unter bestimmten Bedingungen Anspruch auf Unterstützung durch CSN.